# 福建與琉球關係史

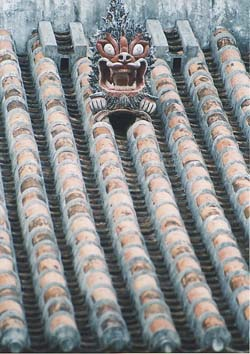
福建文化對琉球影響深遠，福建的風獅爺在琉球隨處可見。

福建與琉球關係史是指福建有信史以來至今與琉球（奄美、冲繩地方及之前的琉球國）雙方在歷史上不同階段的關係。随着日本吞并琉球后，实际已演化成各城市間的友好關係。

## 地理
福建与琉球隔海相望，光绪十一年福建臺灣省脱离福建独立后，福建北部仍与琉球隔海相望。

## 歷史

### 明琉關係
洪武二十五年，察度在朝贡时提出要求赐予一些中国人丁，以便更好地学习中国文化及来往通商，明太祖接受察度王的邀请，賜閩中舟工三十六姓。其三十六姓，到底指的是三十六戶還是三十六人，或者「三十六」只是一種虛數，至今仍有爭議。不過據統計，目前久米士族的後裔實際上只有二十五姓，其中洪武、永樂年間到達琉球的後裔只有六姓；其他的十九姓中，九姓為後來陸續從中國遷入，十姓為奉琉球國王旨意入籍久米村之人（九姓琉球人、一姓日本人）。此即闽人三十六姓。
明時，历代琉球使节均在福州进贡厂柔远驿停留。明代的柔远驿规模相当大，内有前厅、卧房、后厅、后厅夷梢卧房、贰门、贰门夷梢卧房、守把千户房、军士房、大门、天妃宫、进贡厂、控海楼和尚公桥，用于琉球使者商人居住及储存贡品、商品。

### 清琉關係
肇始

清代重建的柔远驿（琉球馆）

顺治三年，清軍攻破福建，滯留福建的琉球使者金应元、毛泰久、金思義，被清朝将领博洛带至北京；顺治十年，尚質遣使前往清朝，決定同清朝建立朝贡關係，从此开启了清代闽琉关系史。
发展
康熙五年（1666年）琉球国王尚质上奏康熙帝请求恢复柔远驿，康熙准奏并令福建督抚重建该驿，但重建后靖南王的藩兵仍拒绝迁出。三藩之乱中，柔远驿于康熙十三年（1674年）再遭重度损坏，直到康熙十八年（1679年）才由康熙帝下令重建。从此，柔远驿恢复了其自明代起接待琉球国赴华朝贡的宾客和商人的职能……
终结
同治十年，琉球宫古岛民在台湾岛遭到斯卡羅酋邦逮捕處決，此即八瑶湾事件。最终导致了日本找到借口“处分”琉球以及光绪十一年原福建省臺灣道独立建省，由此终结了清代闽琉关系：
光绪元年，日本强迫琉球王国停止向清朝朝贡、关闭福州琉球馆，并提出吞并要求，1876年，在琉球和清朝方面交涉无果的情况下，中琉断交，福州柔远驿作为琉球使者驻地的功能消失。1879年日本正式吞并琉球后，日方曾提出日本接替琉球国继承柔远驿作为日本的财产，但被中国方面拒绝。尽管如此，前往福州的琉球人（实际上包括很多日本人）仍继续使用该馆作为在榕的居所。約在日俄戰爭爆發期間，琉球人胡月亭（唐名胡國善、號月亭，和名儀間正忠）兄弟五人來到福州，利用琉球館之地開設太吉茶棧，從事福建與那霸之間的貿易。

### 現代

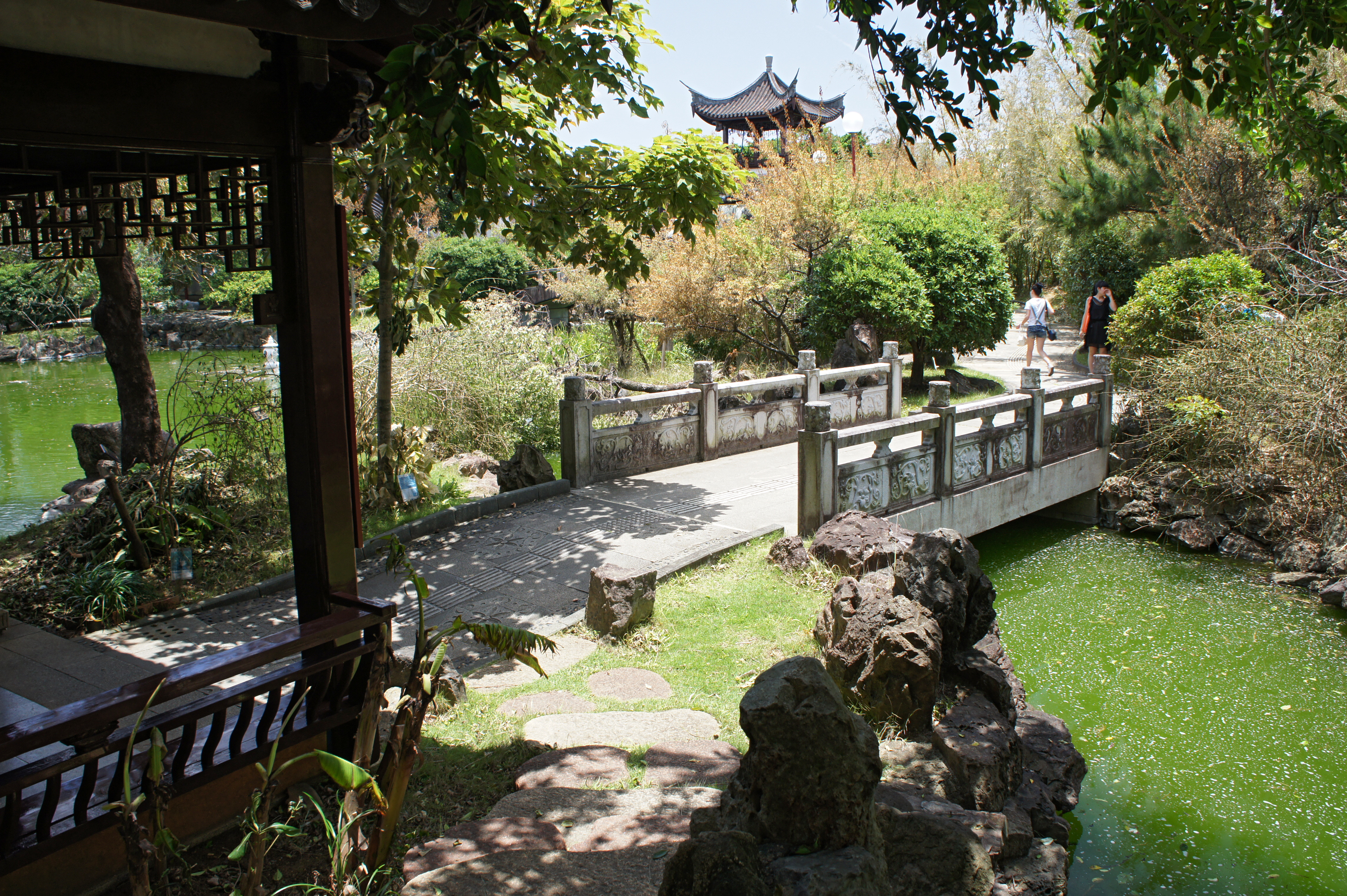
久米福州园

1981年5月20日，那霸與福州成為友好城市。1991年是那霸市建市70周年，也是其與福州締結友好城市的10周年。為了紀念這段歷史，那霸市政府決定在闽人三十六姓居住的久米村的原址上修建福州園。福州園從設計到施工都是那霸方面聘請福州人完成的，使用的材料也完全來自福州。園內的主要建築有三山（于山、烏山、屏山）、二塔（烏塔、白塔）、一流（閩江）等，將福州有代表性的風景融入園中。